# Gaius Asinius Gallus
Gaius Asinius Gallus (40 př. n. l. – 33) byl římský řečník, politik a spisovatel.
Byl synem Asinia Pollia. V roce 8 se stal konzulem.
Jako řečník používal staromódní styl. Ve svých dílech a řečech obhajoval styl svého otce, oproti němu kritizoval Cicerona, jehož styl odsuzoval jako nabubřelý. Někdy bývá (pravděpodobně mylně považován za autora Ciceromastix. Napsal mnoho epigramů, ale z jeho díla se zachovalo pouze několik zlomků a citací pozdějších autorů.
V roce 30 byl císařem Tiberiem jako veřejný nepřítel odsouzen k smrti, před vykonáním rozsudku ale zemřel ve vězení.
V literatuře je jednou z postav Gravesova románu Já, Claudius.